# KV26
Das altägyptische Grabmal KV26 im Tal der Könige (Osttal) ist ein nicht-königliches Grab, dessen Grabinhaber unbekannt ist. Über das Grab gibt es so gut wie keine Informationen. KV26 ist mit Schutt verfüllt und unzugänglich.
KV26 wurde bereits vor 1835, vermutlich 1825, von James Burton entdeckt. Victor Loret besuchte das Grab 1898 und hielt dessen Lage fest. Von einer Freilegung oder Ausgrabungsarbeiten wird jedoch nicht berichtet. Das Grab ist weiterhin unerforscht und unpubliziert.
Es besteht aus einem einfachen rechtwinkligen Eingangsschacht und einem Korridor, der in eine Kammer führt. Das Grab ist undekoriert. KV26 ähnelt anderen Gräbern der 18. Dynastie und wird aufgrund dessen in die Periode des Neuen Reiches datiert. Es weist aber auch Ähnlichkeiten zu den Gräbern KV30 und KV37 auf.

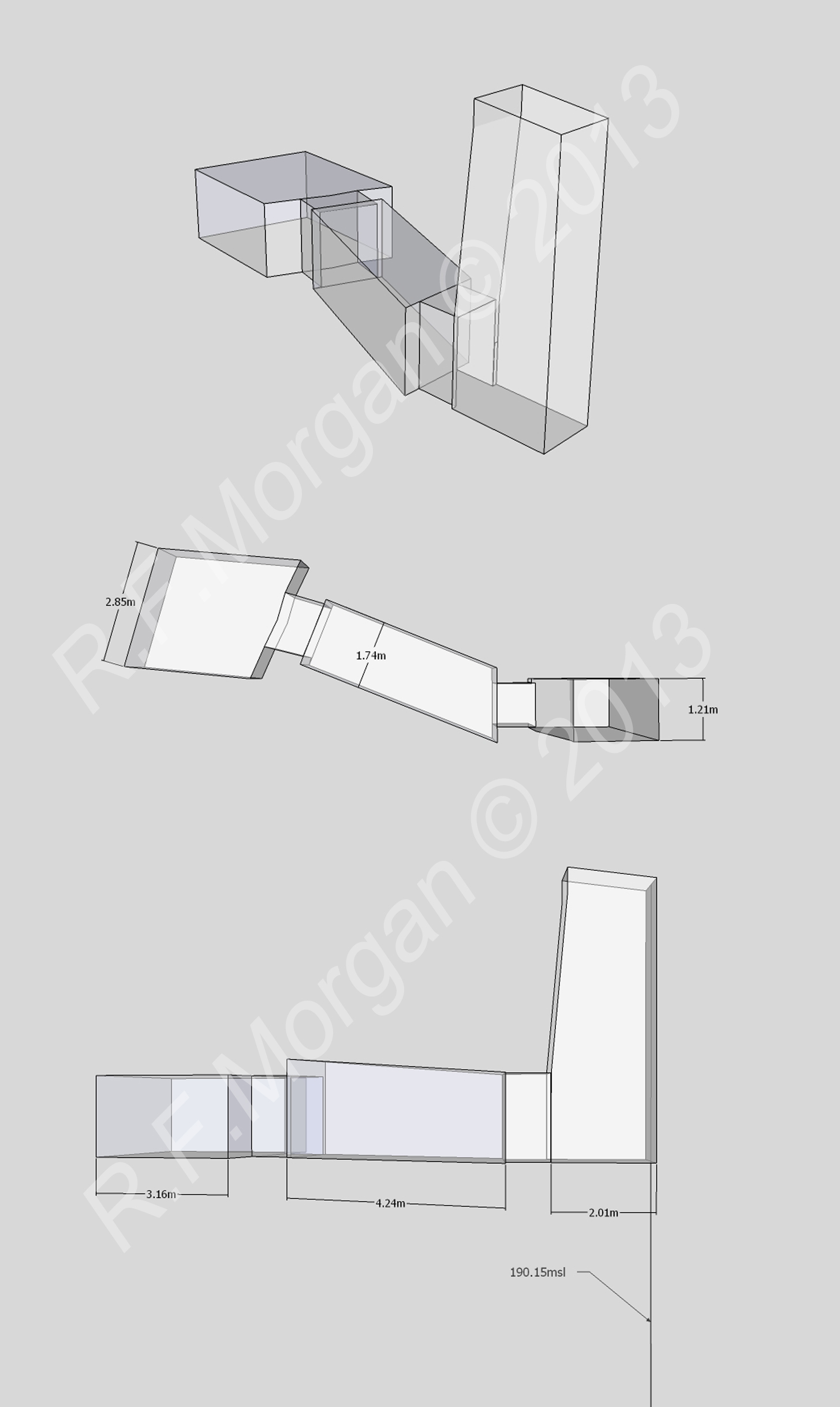
Isometrische Darstellung, Grundriss und Schnittzeichnung des Grabes